# Cheptainville
Cheptainville település Franciaországban, Essonne megyében. Lakosainak száma 2212 fő (2022. január 1.). Cheptainville Guibeville, Avrainville, Lardy, Marolles-en-Hurepoix és Saint-Vrain községekkel határos.

## Népesség
A település népességének változása:
| Lakosok száma | 1905 | 1968 | 2039 | 2055 | 2125 | 2226 | 2227 | 2219 | 2212 |
|               | 2013 | 2015 | 2016 | 2017 | 2018 | 2019 | 2020 | 2021 | 2022 |